# Michael Baidoo
Michael Baidoo (* 14. Mai 1999 in Accra) ist ein ghanaischer Fußballspieler.

## Sportlicher Werdegang
Nachdem Baidoo zuvor im Probetraining u. a. bei Twente Enschede vorgespielt hatte, wechselte er 2017 vom Vision FC aus seiner Geburtsstadt Accra nach Dänemark zum FC Midtjylland. Zunächst in der Jugendmannschaft des Klubs aktiv, debütierte er im März 2018 beim 1:1-Remis gegen den FC Nordsjælland für die Profimannschaft in der Superliga. Kurz vor Schließen der Wechselperiode wechselte er ab Ende August des Jahres für eine Spielzeit auf Leihbasis zum FC Fredericia in die zweitklassige 1. Division. Nach seiner Rückkehr im Sommer 2019 wurde er an den norwegischen Zweitligisten FK Jerv verliehen. Später wurde das Leihgeschäft verlängert, ehe er im Dezember 2020 einen dauerhaften Vertrag beim Klub unterzeichnete. Bereits im folgenden Sommer verließ er jedoch den Klub und schloss sich Sandnes Ulf mit einem Vertrag mit dreieinhalb Jahren Laufzeit an.
Anfang 2022 wechselte Baidoo binnen kurzer Frist erneut den Klub, dieses Mal landete er mit einem bis Ende 2025 laufenden Kontrakt beim IF Elfsborg in der schwedischen Allsvenskan. Unter Trainer Jimmy Thelin war er einer der Leistungsträger beim Klub, der Anfang 2024 seinen Vertrag vorzeitig bis 2027 verlängerte. In der anschließenden Spielzeit 2024 traf er in der schwedischen Meisterschaft zweistellig. Dies führte auch zu seiner erstmaligen Nominierung für die ghanaische Nationalmannschaft, für die er am 10. Oktober des Jahres als Einwechselspieler für den Italienprofi Ibrahim Sulemana beim 0:0-Remis gegen den Sudan im Rahmen der Qualifikation zum Afrika-Cup 2025 debütierte. 
Anfang Januar 2025 wechselte Baidoo zum englischen Zweitligisten Plymouth Argyle. Plymouth zahlte dabei eine vereinsinterne Rekordablöse, der vorerhige Rekordwert lag bei einer Million £.